# Danilo Dolci

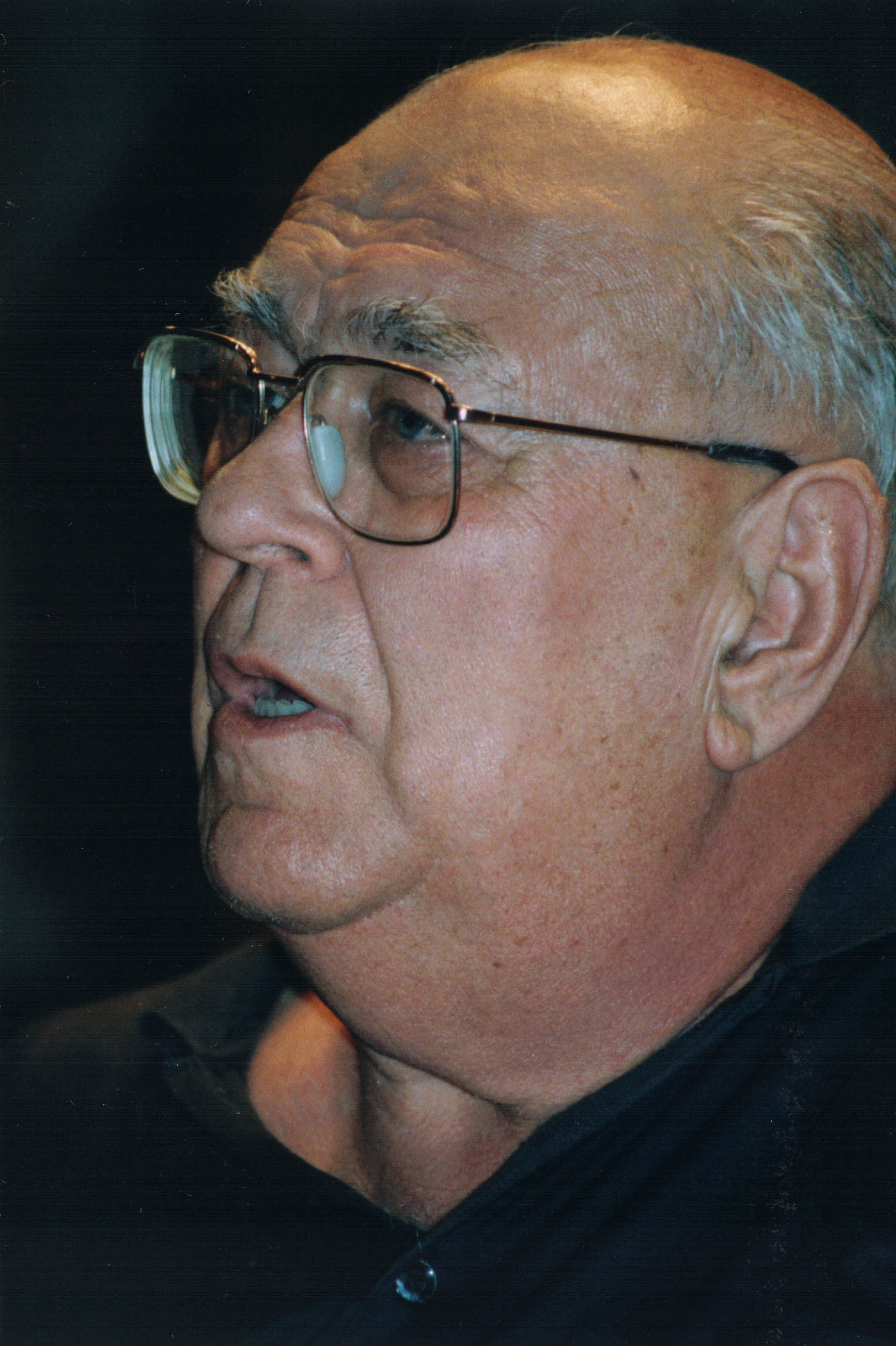
Danilo Dolci (1992)

Danilo Dolci (* 28. Juni 1924 in Sežana, heute Slowenien; † 30. Dezember 1997 in Trappeto, Sizilien) war ein italienischer Architekt, Soziologe, Sozialreformer und Pazifist. Er wurde durch seine Anti-Mafia-Initiativen in Sizilien und den Aufbau einer gewaltlosen sozialen Bewegung bekannt. Man nannte ihn auch den „Gandhi Siziliens“.

## Leben
1952 gab er sein Architekturstudium auf und begann damit, im sizilianischen Fischerdorf Trappeto gemeinsam mit den Einwohnern den Bau einer Erwachsenenschule, eines Kindergartens, eines Krankenhauses, eines Waisenhauses und einer Bewässerungsanlage zu organisieren. Bekannt wurde er durch viele phantasievolle gewaltfreie Aktionen, z. B. den „umgekehrten Streik von Partinico“, bei dem er gemeinsam mit 200 Arbeitslosen eigenmächtig eine Landstraße reparierte, was die Behörden als illegale Aktion werteten und verfolgten. Dolchi wurde zu einer mehrmonatigen Gefängnisstrafe verurteilt.
1958 bekam er den Lenin-Friedenspreis und gründete mit dem Preisgeld ein Forschungsinstitut in Partinico, das Centro studi e iniziative per la piena occupazione (Studienzentrum und Initiative für die Vollbeschäftigung).
1993 erschien, inspiriert durch seine Schriften, der Dokumentarfilm Ein sizilianisches Schicksal.

## Preise
- Internationaler Lenin-Friedenspreis 1958
- Antonio-Feltrinelli-Preis (Goldmedaille) 1969
- Sonning-Preis 1971

Außerdem wurde er zweimal (1965 und 1982) für den Nobelpreis nominiert.